# FC Barça Atlètic
FC Barça Atlètic là câu lạc bộ bóng đá của Tây Ban Nha đặt tại Barcelona, trong cộng đồng tự trị Catalunya.
Được thành lập vào năm 1970 với tên gọi FC Barcelona Atlètic, đây là đội dự bị của FC Barcelona và hiện đang chơi cho Primera Federación, có sân nhà là sân Johan Cruyff.
Các đội dự bị ở Tây Ban Nha chơi trong cùng một hệ thống giải đấu với đội 1, thay vì trong một giải đấu dành cho đội dự bị. Họ phải chơi thấp hơn đội chính ít nhất một bậc, và do đó Barcelona B không đủ điều kiện để thăng hạng lên La Liga. Đội cũng không thể chơi ở Copa del Rey.

## Lịch sử

### Espanya Industrial
Được thành lập vào ngày 1 tháng 8 năm 1934 với tên gọi Societat Esportiva Industrial Espanya, câu lạc bộ ban đầu là đội thể thao của nhà máy có cùng tên, và áo của nó có các sọc dọc màu xanh và trắng. Công ty thuộc sở hữu của gia đình Josep Antoni de Albert, người từng là chủ tịch của FC Barcelona vào năm 1943; trong nhiệm kỳ chủ tịch của Albert, câu lạc bộ được gọi là Club Deportivo Espanya Industrial, trở thành đội dự bị của Barcelona và bắt đầu chơi các trận sân nhà tại Camp de Les Corts.
Ban đầu, Industrial chơi ở các giải đấu khu vực địa phương, nhưng vào năm 1950, nó được thăng hạng lên Tercera División, lên đến Segunda División hai năm sau đó. Vào mùa 1953 câu lạc bộ kết thúc giải đấu ở vị trí á quân và được thi đấu trận trận play-off thăng hạng, nhưng vì là một câu lạc bộ trẻ của Barcelona, họ không thể chuyển lên La Liga.

### CD Condal
Sau khi được đá một trận play-off thăng hạng khác vào năm 1956, Espanya Industrial rời khỏi FC Barcelona và được đổi tên thành Club Deportivo Condal. Câu lạc bộ mặc áo sơ mi màu xanh lam với hai sọc chéo màu trắng. 
Condal đã thi đấu một lần ở La Liga, vào mùa giải 1956–57, và bị xuống hạng ngay mùa đó khi cán đích ở vị trí thứ 16 (bét bảng). Năm 1968, câu lạc bộ tái gia nhập Barcelona với tư cách là đội dự bị và sử dụng trang phục của blaugrana.

### Barcelona Atlètic/Barcelona B

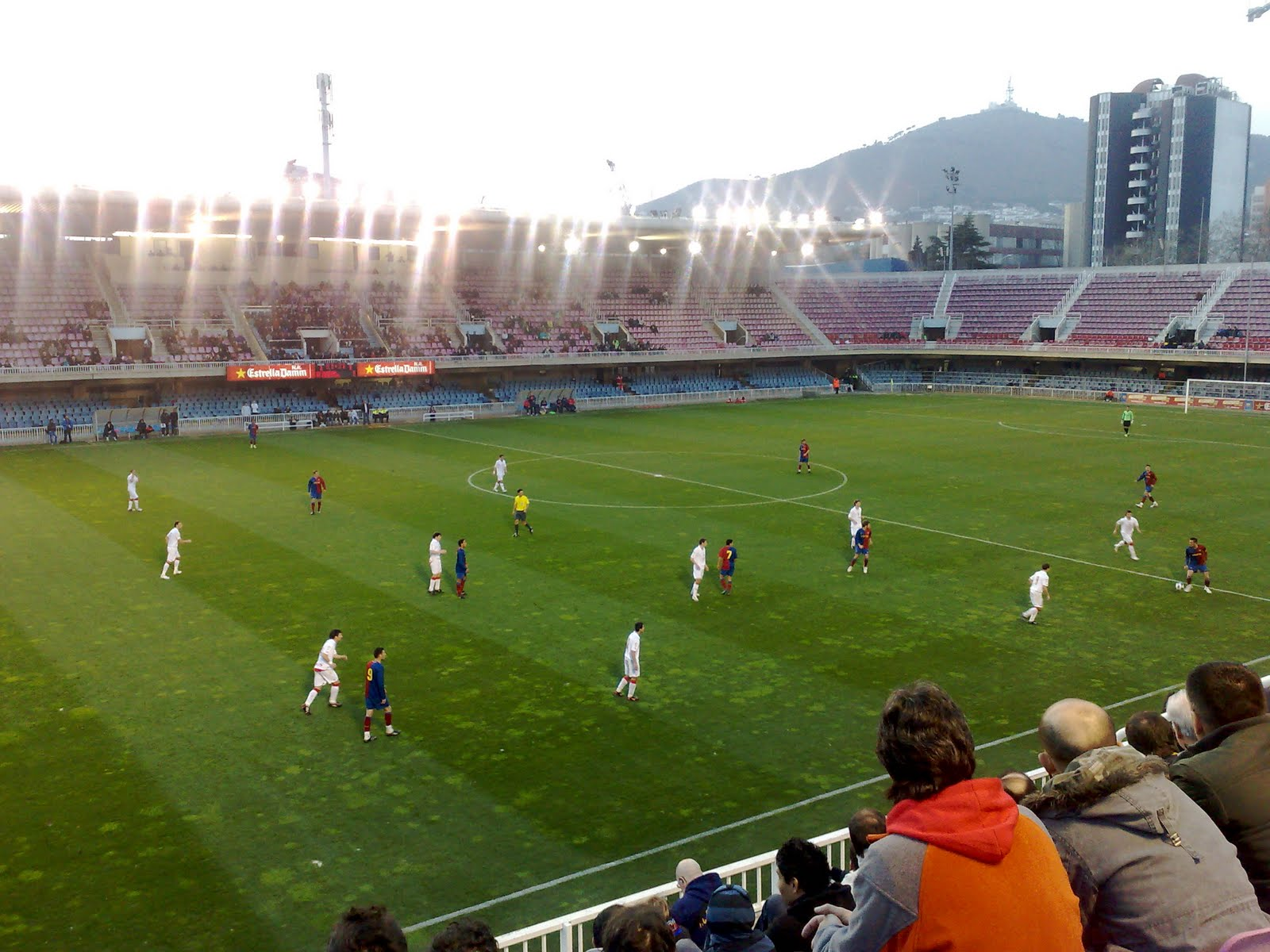
Trong 1 trận đấu của The Mini Estadi

Năm 1970, chủ tịch Barcelona, Agustí Montal, quyết định hợp nhất Condal với một câu lạc bộ ở cơ sở khác, Atlètic Catalunya, và thành lập Barcelona Atlètic. Atlètic được thành lập vào năm 1965 do sự hợp nhất của hai đội bóng khác nhau: UE Catalunya de Les Corts (thành lập năm 1918 với tên gọi Catalunya Sporting Club) và CD Fabra Coats (1926).
Dưới hệ thống mới, đội B đã chơi tổng cộng 10 mùa giải ở cấp độ thứ hai. Vào cuối mùa 1988–89, đội trở lại Segunda División B - cấp độ thứ ba mới được tạo ra vào năm 1977 - sau khi xếp thứ 17.
Năm 1990, đội được đổi tên thành Barcelona B, nhưng chủ tịch câu lạc bộ Joan Laporta đã đổi tên trở lại Barcelona Atlètic vào năm 2008. Hai năm sau, người kế nhiệm của ông Sandro Rosell quay trở lại với tên cũ.
Cựu cầu thủ của câu lạc bộ là Luis Enrique (người cũng đã chơi cho Real Madrid) đã kế nhiệm Pep Guardiola với tư cách là huấn luyện viên đội vào mùa hè năm 2008, với tư cách là huấn luyện viên đội 1. Vào mùa giải 2009–10 câu lạc bộ đứng thứ hai trong bảng III và trở lại giải hạng hai sau 11 năm vắng bóng; và vị trí thứ ba trong ngay sau mùa đó, nhưng đội không được thăng hạng.

## Đội hình

### Đội hình hiện tại
Tính đến 26 tháng 1 năm 2024
Ghi chú: Quốc kỳ chỉ đội tuyển quốc gia được xác định rõ trong điều lệ tư cách FIFA. Các cầu thủ có thể giữ hơn một quốc tịch ngoài FIFA.
| Số | VT | Quốc gia    | Cầu thủ                                     |
| -- | -- | ----------- | ------------------------------------------- |
| 1  | TM | Tây Ban Nha | Ander Astralaga                             |
| 2  | HV | Tây Ban Nha | Trilli                                      |
| 3  | HV | Tây Ban Nha | Gerard Martín                               |
| 4  | HV | Sénégal     | Mamadou Mbacke (mượn từ Los Angeles FC)     |
| 5  | HV | Tây Ban Nha | Sergi Domínguez                             |
| 6  | TV | Tây Ban Nha | Marc Casadó (đội trưởng)                    |
| 7  | TĐ | Tây Ban Nha | Ángel Alarcón                               |
| 8  | TV | Tây Ban Nha | Moha Moukhliss (mượn từ Andorra, đội phó)   |
| 9  | TĐ | Tây Ban Nha | Diego Percan                                |
| 10 | TV | Tây Ban Nha | Aleix Garrido                               |
| 12 | TĐ | Tây Ban Nha | Iker Goujón                                 |
| 13 | TM | Tây Ban Nha | Marc Vidal (mượn từ Andorra, đội phó thứ 3) |
| 14 | TĐ | Bolivia     | Jaume Cuéllar (mượn từ Lugo)                |

| Số | VT | Quốc gia    | Cầu thủ                          |
| -- | -- | ----------- | -------------------------------- |
| 15 | HV | Sénégal     | Mikayil Faye                     |
| 16 | HV | Tây Ban Nha | Edu Sánchez                      |
| 17 | TĐ | Tây Ban Nha | Lamine Yamal                     |
| 18 | TĐ | Ý           | Pocho Román                      |
| 19 | TĐ | Tây Ban Nha | Pau Víctor (mượn từ Girona)      |
| 20 | TV | Tây Ban Nha | Unai Hernández                   |
| 21 | TV | Đức         | Noah Darvich                     |
| 22 | TĐ | Tây Ban Nha | Naim García (mượn từ Leganés)    |
| 23 | HV | Tây Ban Nha | Pelayo Fernández (đội phó thứ 2) |
| 24 | TM | Hoa Kỳ      | Diego Kochen                     |
| 25 | HV | Tây Ban Nha | Pau Cubarsí                      |
| 32 | HV | Tây Ban Nha | Héctor Fort                      |

### Đội trẻ
Ghi chú: Quốc kỳ chỉ đội tuyển quốc gia được xác định rõ trong điều lệ tư cách FIFA. Các cầu thủ có thể giữ hơn một quốc tịch ngoài FIFA.
| Số | VT | Quốc gia    | Cầu thủ         |
| -- | -- | ----------- | --------------- |
| 25 | HV | Tây Ban Nha | Pau Cubarsí     |
| 26 | TV | Tây Ban Nha | Pau Prim        |
| 27 | TV | Tây Ban Nha | Marc Bernal     |
| 28 | TV | Tây Ban Nha | Cristóbal Muñoz |
| 29 | TĐ | Tây Ban Nha | Marc Guiu       |
| 30 | TV | Tây Ban Nha | Dani Rodríguez  |
| 32 | HV | Tây Ban Nha | Héctor Fort     |
| 33 | HV | Tây Ban Nha | Álvaro Cortés   |
| 34 | HV | Tây Ban Nha | Alexis Olmedo   |

| Số | VT | Quốc gia    | Cầu thủ            |
| -- | -- | ----------- | ------------------ |
| 36 | HV | Tây Ban Nha | Andrés Cuenca      |
| 37 | HV | Tây Ban Nha | Albert Navarro     |
| 38 | HV | Tây Ban Nha | Joan Anaya         |
| 39 | TĐ | Tây Ban Nha | Nil Calderó        |
| 40 | TV | Tây Ban Nha | Guille Fernández   |
| 41 | TM | Hungary     | Áron Yaakobishvili |
| 51 | TM | Tây Ban Nha | Aáron Alonso       |
| 61 | TM | Tây Ban Nha | Max Bonfill        |

### Cho mượn
Ghi chú: Quốc kỳ chỉ đội tuyển quốc gia được xác định rõ trong điều lệ tư cách FIFA. Các cầu thủ có thể giữ hơn một quốc tịch ngoài FIFA.
| Số | VT | Quốc gia    | Cầu thủ                                                     |
| -- | -- | ----------- | ----------------------------------------------------------- |
| —  | HV | Tây Ban Nha | Rubén Cantero (tại Calahorra đến ngày 30 tháng 6 năm 2024)  |
| —  | TĐ | Guinée      | Saïdou Bah (tại Badajoz đến ngày 30 tháng 6 năm 2024)       |
| —  | TĐ | Tây Ban Nha | Josep Cerdà (tại Ponferradina đến ngày 30 tháng 6 năm 2024) |

## Ban huấn luyện
| Chức vụ       | Tên                                        |
| ------------- | ------------------------------------------ |
| HLV trưởng    | Rafael Márquez                             |
| Trợ lý HLV    | Albert Sánchez                             |
| HLV thủ môn   | Carles Busquets                            |
| Bác sĩ        | Xavier Valle                               |
| HLV thể lực   | Marc Guitart                               |
| HLV trị liệu  | Chechu Pérez Francesc Guilanyà Jon Álvarez |
| HLV Juvenil A | Óscar López                                |

Cập nhật lần cuối: 14 tháng 7 năm 2022
Nguồn: FC Barcelona B

## Sân vận động

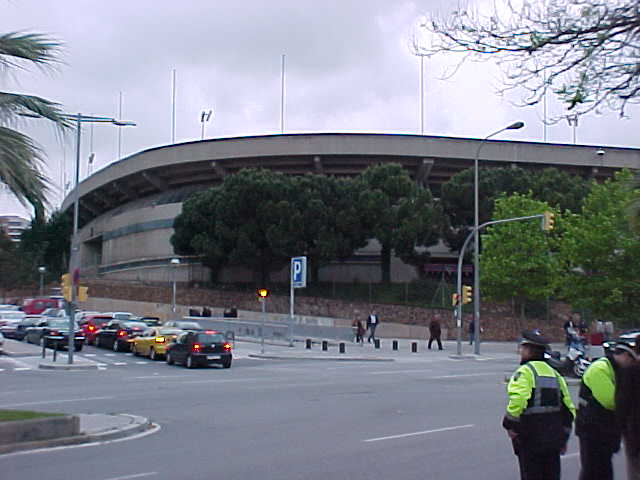
SVĐ The Mini Estadi năm 2019

Vào ngày 23 tháng 9 năm 1982 Mini Estadi được khánh thành bởi chủ tịch Barcelona Josep Lluís Núñez. Bên cạnh sân có hai sân tập, sân 3 và sân 4, có sân cỏ nhân tạo - có kích thước là 100 x 70 m và có chỗ ngồi cho 1.000 khán giả.
Mini Estadi cũng đã tổ chức các trận đấu của Đội tuyển bóng đá quốc gia Andorra và Barcelona Dragons của Bóng đá Mỹ.
Là một phần của dự án Espai Barça, Mini Estadi đã bị phá bỏ và sân vận động Johan Cruyff đã được xây dựng để thay thế từ mùa giải 2019–20. Ngoài ra, một phần của dự án này là Camp Nou sẽ được cải tạo.

## La Masia
Được khánh thành vào ngày 26 tháng 9 năm 1966, La Masia là tên được đặt cho các cơ sở đào tạo của Barcelona nằm gần Camp Nou ở quận Les Corts của Barcelona. Đây là một dinh thự đồng quê cổ kính được xây dựng vào năm 1702 và sau khi Camp Nou được khánh thành vào năm 1957, tòa nhà đã được tu sửa và mở rộng để sử dụng làm trụ sở xã hội của câu lạc bộ.
Năm 1979, La Masia trở thành nơi cư trú của các cầu thủ trẻ ngoại thành. Trong những thập kỷ tiếp theo, học viện đã rèn luyện một số cầu thủ mà sau này sẽ xuất hiện cho cả Barcelona và Đội tuyển quốc gia Tây Ban Nha, Guillermo Amor, Albert Ferrer, Iván de la Peña, Josep Guardiola, Carles Puyol, Gerard López, Xavi, Víctor Valdés, và Andrés Iniesta nằm trong số nổi bật nhất. Lionel Messi cũng là một cựu học viên nổi tiếng của La Masia và là một trong những cầu thủ huyền thoại nhất chơi cho Barcelona cũng như Đội tuyển bóng đá quốc gia Argentina.